# Avesnes-en-Bray

Avesnes-en-Bray este o comună în departamentul Seine-Maritime, Franța. În 1 ianuarie 2022 avea o populație de 284 de locuitori.